# Otto ist auf Frauen scharf (Film)
Otto ist auf Frauen scharf ist ein Filmlustspiel aus dem Jahr 1968. Die österreichisch-deutsche Gemeinschaftsproduktion entstand unter der Regie von Franz Antel.

## Handlung
Prokurist Otto Zander ist ein Bürokrat und Spießer, wie er im Buche steht. Er raucht nicht, trinkt nicht, geht nicht mit Frauen aus und lebt für den Beruf. Sein Arbeitsplatz ist seit Jahrzehnten unverändert geblieben und seine Fitness hält er bei, indem er auf die Benutzung des Fahrstuhls verzichtet. Eine erste Unordnung bringt die neue Sekretärin Annabelle in sein Leben. Als sich ein Revisor des amerikanischen Mutterkonzerns anmeldet, um die Finanzen der Filialfirma zu überprüfen, ist Otto in Schwierigkeiten. Sein Chef Christian Bongert ist ein Lebemann und Frauenheld und hat sich auf Firmenkosten ein teures Liebesnest im Lager 6 der Firma eingerichtet. Gleichzeitig zweigt er regelmäßig Gelder der Firma ab, um seinen aufwendigen Lebensstil finanzieren zu können. Die Mehrheitseignerin der Firma, seine Tante Bertha, bezahlt ihn deutlich schlechter, als es einem Chef gebührt.
Der Revisor entpuppt sich als die attraktive Gloria Anden, die ihren beruflichen Vorschriften gemäß mit der Prüfung der Bilanzen beginnt. Schnell wird klar, dass alles Geld in Lager 6 versickert. Als Otto Christian gegenüber meint, er würde alles tun, um die Firma zu retten, gibt Christian vor, das Lager gehöre Otto. Der sei manisch von Sex besessen, kenne sich jedoch zu gut in Steuersachen aus, als dass er entlassen werden könnte. Otto wird von Christian verpflichtet, aus seiner Wohnung aus- und ins Lager 6 zu ziehen. Da dort gewohnheitsmäßig weiterhin Christians Liebschaften auftauchen, gerät Otto bald in verfängliche Situationen. Gloria, die anfangs skeptisch war, glaubt schließlich, dass Otto tatsächlich der ist, für den Christian ihn ausgibt.
Die Polizei ist auf der Suche nach Otto, der eine Belobigung für 25 Jahre unfallfreies Fahren erhalten soll. Da niemand weiß, wie er aussieht, identifiziert Annabelle ihn auf einem Foto. Das Foto wiederum landet irrtümlich nicht auf der Belobigungsurkunde, sondern auf einem Fahndungsplakat, mit dem ein Millionenbetrüger gefasst werden soll. Bald hängt Ottos Porträt in der ganzen Stadt aus. Auf seine Ergreifung sind 10.000 Mark ausgesetzt. Gloria will kurz vor ihrer Abreise endlich die von Otto angefertigten Bilanzen sehen. Da so herauskommen würde, dass die Firma durch Christians Lebenswandel bankrott ist, taucht Otto unter und lässt Annabelle aussagen, er habe die Bücher mitgenommen. Otto will die Zeit, die Gloria noch in der Firma ist, bei seinem früheren Schulfreund Wackernagel verbringen, der ihn jedoch nicht erkennt und für verrückt hält. Wackernagel wiederum wird selbst für verrückt gehalten und beide landen in der Psychiatrie, aus der Otto nach einigem Chaos flüchten kann.
Otto gelangt unabsichtlich in die Sendung Was bin ich, die von Moderator Klemke geleitet wird, der wiederum spontan den Beruf eines Mannes von der Straße erraten will. Als man Otto hereinbringt und das Publikum ruft, er sei der Millionenbetrüger, flüchtet Otto erneut. Auch Christian hat die Sendung in Lager 6 gesehen – Gloria wollte ihn testen und hatte versucht, ihn zu verführen, woraufhin er vorgab, wie immer Was bin ich sehen zu wollen – und beichtet Gloria nun die Wahrheit. Otto sei in Wirklichkeit ein vorbildlicher Mitarbeiter und alles nur seine, Christians, Schuld. Über einen Hippie-Club, eine Damensauna und schließlich ein Polizeischwimmen gelangt Otto derweil an eine Polizeiuniform und kapert einen Polizeiwagen, mit dem er zu seinem Büro und mit Sekretärin Annabelle schließlich zurück zu Lager 6 fährt. Hier ist unterdessen Tante Bertha angekommen, die längst weiß, dass die Firma pleite ist. Sie hofft, dass sich die Firma so vom amerikanischen Mutterkonzern lösen kann, mit dem Christian sie ohne Berthas Wissen verbunden hatte. Es stellt sich jedoch raus, dass die in Christian verliebte Gloria dem Mutterkonzern die Probleme der Firma verschweigen wird und dies auch durchbringen kann, da der Leiter des Mutterkonzerns ihr Vater ist. Auch Otto erscheint mit Annabelle. Die Polizisten, die ihm auf den Fersen sind, werden gestoppt, hat man den echten Millionenbetrüger doch in Paris festgenommen. Christian und Gloria werden ein Paar und auch Otto und Annabelle finden am Ende zusammen.

## Produktion
Otto ist auf Frauen scharf wurde vom 8. Januar bis 17. Februar 1968 in Budapest, Wien und im Studio Hamburg in Hamburg-Tonndorf gedreht. Der Film hatte am 28. Juni 1968 Premiere.
Bill Ramsey singt das Titellied Otto ist auf Frauen scharf, während Rex Gildo als Sänger auftritt und Wie eine Sinfonie singt. Heinz Erhardt parodiert im Film als Herr Klemke Robert Lembke und dessen Sendung Was bin ich?. Vivi Bach hat einen wenige Sekunden langen Cameo-Auftritt als Reisende am Flughafen; sie rempelt „Christian Bongert“ am Flughafen und schaut kurz unter ihrer Sonnenbrille hervor.
Der Film hat keinen Zusammenhang mit der im selben Jahr erschienenen Komödie Otto und die nackte Welle.

## Kritik
Der film-dienst nannte Otto ist auf Frauen scharf eine „einfältige Verwechslungskomödie.“ Cinema befand, dass „selbst Heinz Erhardt […] mit seiner kleinen, aber gewitzten Parodie auf die damals beliebte Was bin ich?-TV-Rateshow diesen Trübsinn nicht aufhellen [kann]. Fazit: Odyssee in die Niederungen des Klamauks.“